# Japonsko na Letních olympijských hrách 1964
Japonsko se účastnilo Letní olympiády 1964 v Tokiu. Zastupovalo ho 328 sportovců (270 mužů a 58 žen) ve 21 sportech.

## Medailisté
| Medaile | Jméno | Sport                | Soutěž                              |
| ------- | --- | -------------------- | ----------------------------------- |
| Zlato   | Masae Kasaiová Emiko Mijamotová Kinuko Tanidaová Juriko Handaová Jošiko Macumuraová Sata Isobeová Kacumi Macumuraová Jóko Šinozakiová Secuko Sasakiová Júko Fudžimotová Masako Kondóová Ajano Šibukiová | Volejbal             | turnaj žen                          |
| Zlato   | Takao Sakurai | Box                  | Muži váha bantamová do 54 kg        |
| Zlato   | Jukio Endó | Sportovní gymnastika | Muži víceboj – jednotlivci          |
| Zlato   | Jukio Endó | Sportovní gymnastika | Muži bradla                         |
| Zlato   | Haruhiro Jamašita | Sportovní gymnastika | Muži přeskok                        |
| Zlato   | Takudži Hajata | Sportovní gymnastika | Muži kruhy                          |
| Zlato   | Takehide Nakatani | Judo                 | Muži do 68 kg                       |
| Zlato   | Isao Okano | Judo                 | Muži 80 kg                          |
| Zlato   | Isao Inokuma | Judo                 | Muži nad 80 kg                      |
| Zlato   | Takaši Ono Šúdži Curumi Haruhiro Jamašita Jukio Endó Takudži Hajata Takaši Micukuri | Sportovní gymnastika | Družstvo mužů                       |
| Zlato   | Jošinobu Mijake | Vzpírání             | Muži pérová váha do 60 kg           |
| Zlato   | Cutomu Hanahara | Zápas                | muži, řecko-římský do 52 kg         |
| Zlato   | Masamicu Ičikuči | Zápas                | muži, řecko-římský do 57 kg         |
| Zlato   | Jošikacu Jošida | Zápas                | muži, volný styl do 52 kg           |
| Zlato   | Jódžiró Uetake | Zápas                | muži, volný styl do 57 kg           |
| Zlato   | Osamu Watanabe | Zápas                | muži, volný styl do 63 kg           |
| Stříbro | Šúdži Curumi | Sportovní gymnastika | Muži víceboj – jednotlivci          |
| Stříbro | Šúdži Curumi | Sportovní gymnastika | Muži bradl                          |
| Stříbro | Šúdži Curumi | Sportovní gymnastika | Muži kůň našíř                      |
| Stříbro | Jukio Endó | Sportovní gymnastika | Muži prostná                        |
| Stříbro | Akio Kaminaga | Judo                 | Muži bez rozdílu hmotnosti          |
| Bronz   | Kókiči Cuburaja | Atletika             | Muži maraton                        |
| Bronz   | Taniko Nakamuraová Kijoko Onoová Hiroko Cudžiová Tošiko Širasuová Ginko Čibaová Keiko Ikedaová | Sportovní gymnastika | Družstvo žen                        |
| Bronz   | Jošihisa Jošikawa | Sportovní střelba    | Muži 50 metrů libovolná pistole     |
| Bronz   | Jukiaki Okabe Tošio Šódži Makoto Fukui Kunihiro Iwasaki | Plavání              | Muži štafeta 4 × 200 m volný způsob |
| Bronz   | Jutaka Demači Cutomu Kojama Sadatoši Sugawara Naohiro Ikeda Jasutaka Sató Tošiaki Kosedo Tokihiko Higuči Masajuki Minami Takeši Tokutomi Teruhisa Morijama Júzo Nakamura Kacutoši Nekoda                | Volejbal             | turnaj mužů                         |
| Bronz   | Širó Ičinoseki | Vzpírání             | Muži bantamová váha do 56 kg        |
| Bronz   | Masaši Óuči | Vzpírání             | Muži střední váha do 75 kg          |
| Bronz   | Iwao Horiuči | Zápas                | muži, volný styl do 70 kg           |